# Rzi

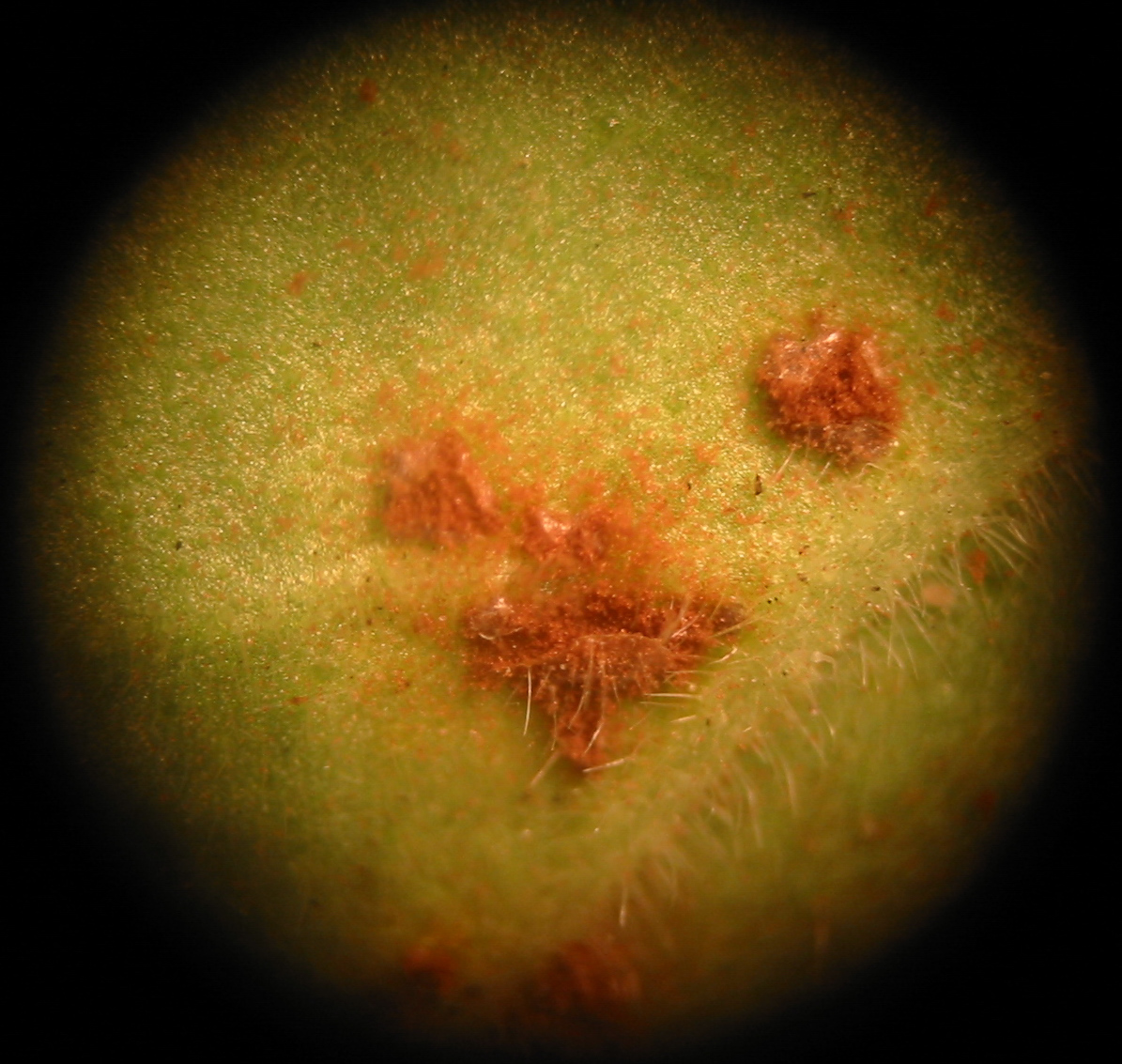
Rez pod mikroskopem, malé zvětšení

Rzi (Uredinales, Pucciniales) je skupina parazitických stopkovýtrusných hub, řazená například jako řád do třídy Urediniomycetes čili Pucciniomycetes.

## Popis
Jedná se o obligátní parazity rostlin, tvořící podhoubí čili mycelium. Mají poměrně složitý životní cyklus a jsou schopné střídat hostitele, ačkoliv se pravděpodobně řadí mezi nejjednodušší stopkovýtrusné houby (mají přepážky hyf obvykle bez přezek a dolipor, dlouhou haploidní fázi, primitivní typ rozmnožování a podobně).

## Životní cyklus
Jednojaderné stadium je na poměry obvyklé u hub velice rozvinuté a dokonce může převažovat nad dvoujaderným. Mycelium s jednojadernými buňkami vyroste z bazidiospory a je schopné následně proniknout i dovnitř buněk hostitele, kam obvykle vysílá větvící se haustoria. Pletivo rostliny se zbytňuje, získává oranžovou barvu a vytváří se hypertrofie a hyperplazie. Na povrchu listu se nakonec vyvinou pohlavní struktury, spermogonia produkují spermacie a nektar, zatímco tzv. receptivní hyfy vyrůstají z ústí spermogonií. Nektar láká hmyz, ten roznáší spermacie a přenosem spermacií na receptivní hyfu jiného jedince může dojít postupně k plazmogamii a ze vzniklé buňky se začne vyvíjet množství prášilek čili aecií. V nich se vyvíjejí dikaryotické výtrusy, které se šíří větrem a může z nich vyklíčit sekundární (dikaryotické) mycelium. To nese uredia, na nichž vzniká nová řada výtrusů. Tyto tzv. urediospory slouží pouze k rozšíření nákazy na svém hostiteli. Zato tzv. teliospory čili zimní výtrusy vznikají o něco později na dikaryotickém myceliu a představují klidové stadium, jež po zimě dokončí vývoj, změní se v bazidie a po meióze vzniknou čtyři bazidiospory. Tím se cyklus uzavírá.